# I. Iván moszkvai nagyfejedelem

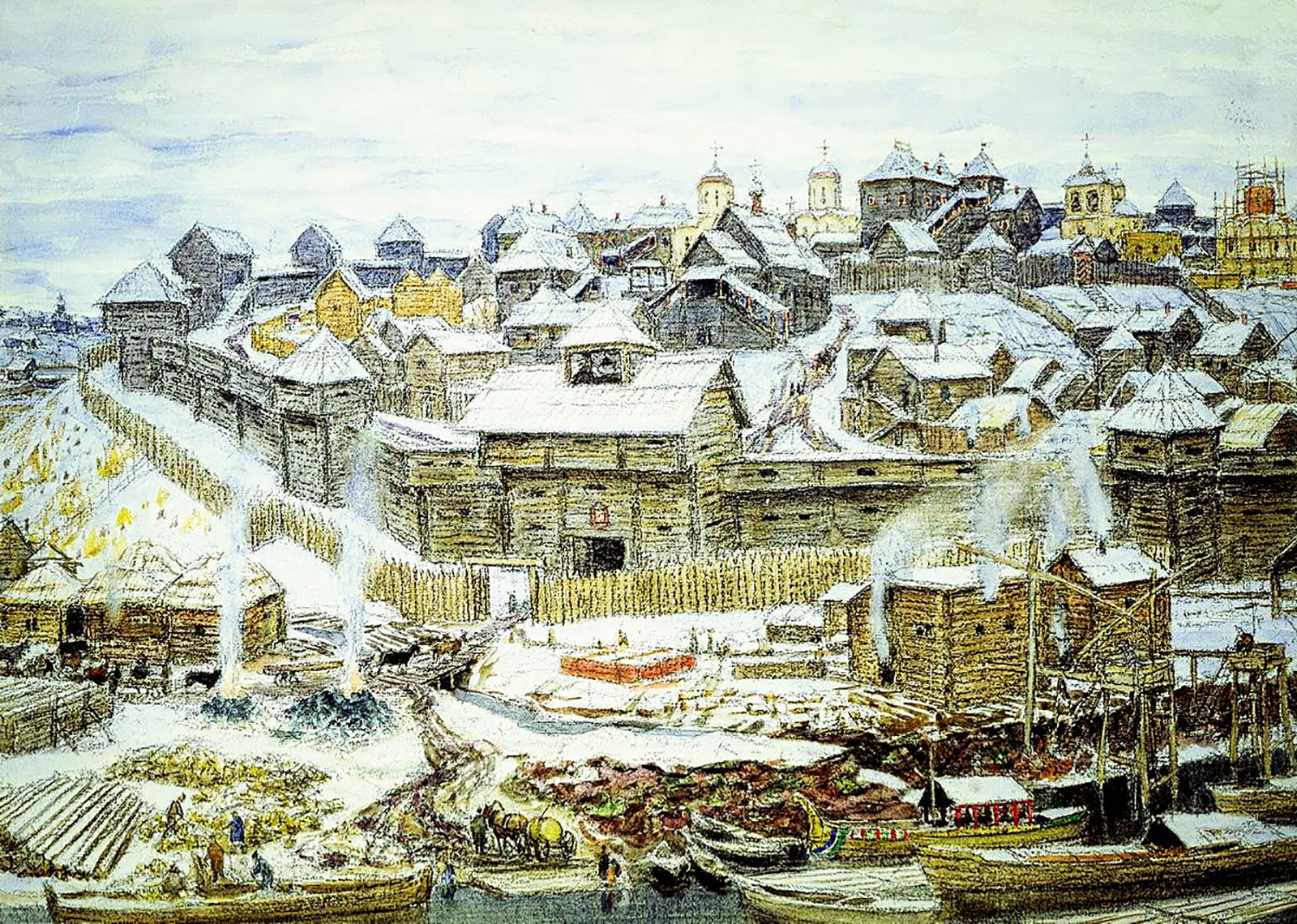
A Kreml Iván Kalita idején (A. Vasznyecov festménye, 19. sz.)

I. Iván vagy Pénzeszsák Iván (oroszul: Иван Калита, teljes nevén: Iván Danyilovics „Kalita”, Иван Данилович Калита; kb. 1283. – Moszkva, 1340. március 31.) moszkvai fejedelem (1325-1340), vlagyimiri nagyfejedelem (1328-?), (1332-1337, 1339-1340), Alekszandr Nyevszkij unokája.

## Ifjúkora

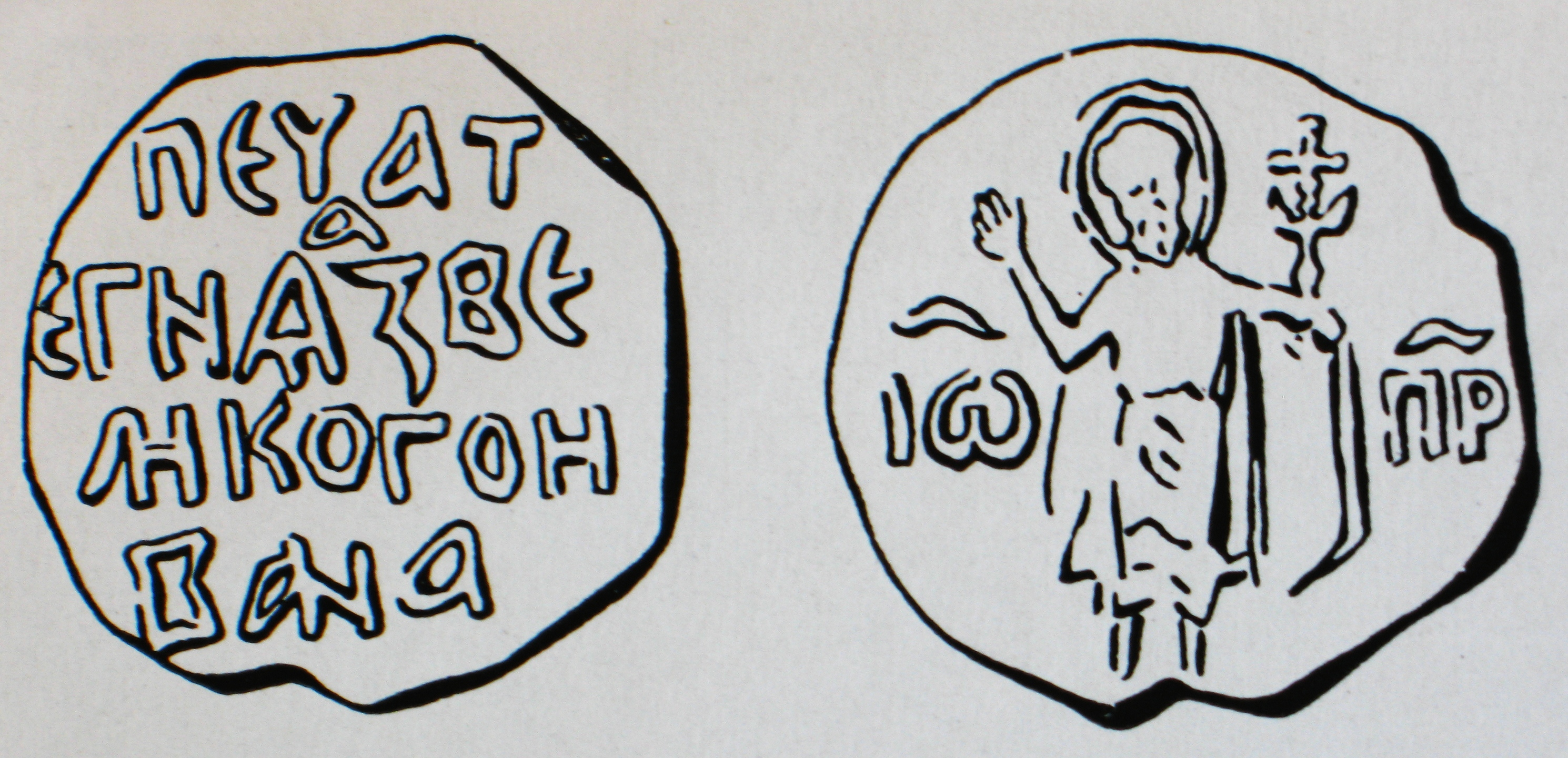
I. Iván pecsétje

Iván Danyiil Alekszandrovics moszkvai fejedelem második fia volt. 1296-1297-ben apja nevében novgorodi helytartó volt. Apja 1303-ban  meghalt, utána bátyja, Jurij lett a fejedelem.
1304-ben Iván Perejaszlavlt védte a Tveri Fejedelemséggel való konfliktusban. Három napig visszaverte az ostromot, amikor erősítés érkezett Moszkvából és a városból kitörő védők az újonnan érkezettekkel közösen megfutamították a tveri csapatokat.
1320-ban először utazott a tatár kán udvarába, mint a Moszkvai Fejedelemség trónörököse. 1322-től Jurij Novgorod fejedelme is lett és főleg a kereskedőváros ügyeivel foglalkozott, Moszkva kormányzását pedig Ivánra hagyta.
1325-ben Dmitrij tveri herceg a kán udvarában meggyilkolta Jurijt, a Moszkvai Fejedelemség pedig teljes egészében Ivánra szállt.

## A nagyfejedelemség megszerzése
Trónra lépésekor megkérte a Vlagyimirben élő Péter metropolitát, hogy helyezze át rezidenciáját Moszkvába. A költözés után a fejedelem bőséges adományokkal látta el az egyházfőt és 1326 augusztusában elkezdték egy új kőtemplom, az Uszpenszkij-székesegyház építését. A későbbiekben is támogatta az egyházat, felépíttette az Arhangelszkij-székesegyházat és a Nagy Iván-harangtornyot, valamint a Kremlt új gerendafalakkal erősíttette meg. A metropoliták székhelye a későbbiekben is Moszkva maradt, ami a várost az orosz spirituális élet központjává tette.
1327-ben Tverben tatárellenes népfelkelés tört ki és teljes kíséretével együtt megölték az Arany Horda követét is. Üzbég kán magához hívatta Ivánt (más források szerint maga utazott hozzá) és rábízta a tveriek megbüntetését. Cserébe megkapta a vlagyimiri nagyfejedelemséget és segítségül egy ötvenezres tatár sereget. A tatárok és moszkvai, valamint szuzdali segédcsapataik teljesen feldúlták a Tveri Fejedelemséget és a szomszédos Novgorod is 2000 grivna ezüsttel fizette le a vezéreket, hogy területét elkerüljék. Alekszandr tveri fejedelem Pszkovba menekült. Iván követelte a kiadását és hogy nyomatékosítsa a felszólítást, Feognoszt metropolita kiátkozta az egyházból Pszkovot. Alekszandr végül Litvániában talált menedéket.
Iván buzgósága ellenére Üzbég kán csak a nagyfejedelemség felét adta neki, Nagy-Novgorodot és Kosztromát, a keleti részt (Vlagyimir városát és a Volga-menti vidéket) a szuzdali fejedelemnek adományozta.
1331-ben Novgoroddal támadt konfliktusa Moszkvának, a metropolita a novgorodi jelölt helyett saját emberét tette meg érseknek, valamint Iván magasabb adót követelt tőlük, hogy fedezni tudja a székesegyház építésének költségeit. A novgorodiak ezt megtagadták, mire Iván megszállta két városukat, Torzsokot és Bezseckij Verhet. Novgorod felkészült a védekezésre, de vérontásra nem került sor, tárgyalások útján békét kötöttek.
Iván ezután kibékült az addig Tvert támogató litván nagyfejedelemmel, Gediminassal. Legidősebb fia, Szimeon Gediminas lányát, Augusztát vette feleségül. Iván kiváltotta Gediminas fiát, Narimantast, aki a tatár kánnál volt túsz és visszaküldte őt az apjához. A litván nagyfejedelem 1336-ban megszegte a békét mert hadjáratot indított Novgorod ellen, amelynek akkor formálisan Iván volt a feje. Iván válaszul a litván határvidéket dúlta fel, de hamarosan békét kötöttek, mert Gediminas tartott attól hogy a Livóniai Lovagrend kihasználja keleti lekötöttségét és kétfrontos harcra kényszerül.
Tverben ekkor Konsztantyin fejedelem uralkodott, aki szinte vazallusa volt Moszkvának. 1337-ben a kán megbocsátott a száműzött Alekszandrnak és visszahelyezte őt Tver trónjára. Iván ekkor Üzbég udvarába utazott és minden befolyását latba vetve igyekezett meggyőzni őt, hogy Alekszandr a tatárok legnagyobb ellensége. A kán hajlott a szavára és 1339-ben kivégeztette a tveri herceget és legidősebb fiát. Tvert ezután újból Konsztantyin kormányozta, aki behódolt Moszkvának és Iván a legnagyobb tveri kőtemplom harangját is a saját városába vitette.
1340-ben Iván hadjáratot indított Szmolenszk ellen, mert a litvánokkal léptek szövetségre és megtagadták a tatároknak fizetendő adót. Ugyanebben az évben Novgoroddal is újabb konfliktusa támadt, ám azt már fia és utóda oldotta meg, mert 1340. március 31-én Iván Kalita meghalt. Testét az általa építtetett Arhangelszkij-székesegyházban helyezték örök nyugalomra.

## Családja
Iván Kalita kétszer házasodott, első feleségének neve Jelena volt, tőle nyolc gyermeke született:
- Szimeon (1318–1353) moszkvai fejedelem
- Danyiil (1320 – fiatalon meghalt)
- Iván (1326. március 30. – 1359. november 13.) moszkvai fejedelem
- Andrej (1327. július – 1353. április 27.) szerpuhovi részfejedelem
- Marija (†1365.) feleségül ment Konsztantyin rosztovi fejedelemhez
- Jevdokija (1314 – 1342) feleségül ment Vaszilij jaroszlavi fejedelemhez
- Feodoszija, feleségül ment Fjodor beloozeroi fejedelemhez
- Feotyinyija

Jelena 1331-ben meghalt, Iván a következő évben újranősült, második feleségének neve Uljana volt. Egy gyermekük született:
- Marija

## Összefoglalás
Iván Kalitának sikerült kivívnia a tatár kán bizalmát és a szövetséget könyörtelenül kihasználva jelentősen megnövelte Moszkva befolyását és visszaszorította riválisait. Jelentős vagyont gyűjtött, amiért kortársaitól kiérdemelte a „Kalita” („Erszény”, „Pénzeszsák”) ragadványnevet. Növelte bevételeit, hogy a tatároknak szánt novgorodi és tveri adó is Moszkván keresztül jutott el Szarajba, s ennek az adónak egy részét feltűnés nélkül megtartotta. Alkalmanként kisegítette a pénzügyi gondokkal küzdő részfejedelmeket, feltétele viszont az volt, hogy az adósság fejében a fejedelmek területüket rá hagyják örökül otcsinaként, fejedelmi örökbirtokként. Ez volt a kupli, vagyis vásárlások eljárása, amelynek segítségével a Moszkvai Fejedelemség területe jelentősen megnőtt.
1339 körül megírt végrendelete, amelyet a tatárokkal is elfogadtatott, abban az időben szokatlan volt. Nem osztotta fel a fejedelemség területét fiai között, hanem csak egy fiát tette meg örökösévé, és így megakadályozta a birodalma felaprózódását, valamint megerősítette a fejedelmi hatalmat.

## Fordítás
- Ez a szócikk részben vagy egészben  a(z)   Иван I Данилович Калита című orosz Wikipédia-szócikk ezen változatának fordításán alapul.  Az eredeti cikk szerkesztőit annak laptörténete sorolja fel. Ez a jelzés csupán a megfogalmazás eredetét és a szerzői jogokat jelzi, nem szolgál a cikkben szereplő információk forrásmegjelöléseként.